# بيلي أوستن
بيلي أوستن (بالإنجليزية: Billy Austin)‏ (29 أبريل 1900 في المملكة المتحدة - 2 أبريل 1979 في المملكة المتحدة) هو لاعب كرة قدم بريطاني (وحمل سابقاً جنسية المملكة المتحدة لبريطانيا العظمى وأيرلندا) في مركز الهجوم. لعب مع مانشستر سيتي ونورويتش سيتي.

## وصلات خارجية
- بيلي أوستن على موقع ناشيونال فوتبول تيمز (الإنجليزية)